# 切斯·凯里
切斯·凯里（Chase Carey，1953年11月22日—）是一位爱尔兰裔美国经理，他是F1的前首席执行官和执行主席。他曾在新闻集团、DIRECTV、21世纪福克斯和Sky plc工作。

## 教育经历
切丝·凯里出生于爱尔兰，父母是爱尔兰裔美国人，在科尔盖特大学获得学士学位，并在哈佛大学获得工商管理硕士学位，他是哈佛大学商学院橄榄球俱乐部的成员。在科尔盖特大学期间，他是科尔盖特大学橄榄球俱乐部的成员。如今，凯里是科尔盖特大学的名誉受托人。

## 职业生涯

### 福克斯广播公司
1988年，凯里第一次来到福克斯新闻集团控股公司工作。在接下来的十年里，他担任福克斯公司的首席运营官和福克斯广播公司的首席执行官。在此期间，他帮助创办了福克斯体育和福克斯新闻。他还与彼得·切宁一起担任新闻集团的联合首席运营官。2002年1月24日，他辞去了新闻集团联合首席运营官的职务。

### DirecTV
在凯里为新闻集团工作期间，该公司购买了休斯电子公司34%的控股权，休斯电子当时拥有卫星电视提供商DirecTV。凯里已经在DirecTV董事会任职，并于2003年被任命为首席执行官。
六年后，他有了100万新用户。凯里在DirecTV的生涯被广泛认为是成功的，公司恢复了盈利能力。
2006年，新闻集团将其在DirecTV的控股权出售给自由媒体，以换取新闻集团的股份。

### 回到福克斯
2009年6月，有人宣布凯里将离开DirecTV，回到新闻集团。他接替了Chernin担任总裁和首席运营官，以及副董事长一职。
2011年8月，鲁伯特·默多克（Rupert Murdoch）暗示凯里将接替他担任新闻集团（News Corporation）首席执行官。此前人们认为默多克的儿子詹姆斯将接替他。2013年，凯里被宣布为21世纪福克斯的首席运营官。21世纪福克斯是新闻集团的合法继承人，拥有新闻集团的大部分电影和电视资产、新闻集团的印刷媒体和澳大利亚资产，并被剥离为新闻集团。2015年，凯里被重新任命为执行联席主席，詹姆斯·默多克成为首席执行官。
2019年，他加入福克斯公司董事会。

### 执掌F1
2017年1月23日，在自由媒体完成对一级方程式赛车集团的收购后，凯里被任命为一级方程式赛车集团的首席执行官和执行主席。
2020年9月25日，自由媒体宣布，凯里将担任非执行董事长的职务，多梅尼卡利将于2021年1月入任首席执行官。凯里在F1中确立了预算帽制度，参与制定2022新规则，并与2021至2025的车队签订了更公平的协和协议。

## 外部連結
- Profile （页面存档备份，存于） at Bloomberg Businessweek
- Profile and collected coverage at Forbes
- Collected coverage （页面存档备份，存于） at The Wall Street Journal
- 切斯·凯里在互联网电影资料库（IMDb）上的資料（英文）
- Campaign contributions at Newsmeat.com and at FundRace
- Forbes Profile
- Business Week Interview